# Кагыр Маур Дыффин аэп Кеаллах
Кагыр Маур Дыффин аэп Кеаллах (пол. Cahir Mawr Dyffryn aep Ceallach) — персонаж литературного цикла «Ведьмак» польского писателя Анджея Сапковского, рыцарь из Нильфгаарда, друг Геральта. Появляется в американской телеадаптации «Ведьмака», первый сезон которой вышел на экраны в 2019 году, второй в 2021, третий — в 2023.

## История персонажа
В книгах Сапковского Кагыр Маур Дыффин аэп Кеаллах — рыцарь из нильфгаардской провинции Виковаро. Император Эмгыр вар Эмрейс дважды отправляет его на поиски принцессы Цириллы. В первый раз Кагыр терпит неудачу и два года проводит в тюрьме; во второй раз он встречается с Геральтом и вместе с ним начинает поиски Цириллы — уже не для того, чтобы доставить её в Нильфгаард, а чтобы спасти. Геральт постепенно стал его другом. Кагыр погибает в финале книжного цикла, во время штурма замка Вильгефорца.
В американском сериале «Ведьмак», первый сезон которого вышел на экраны в декабре 2019 года, Кагыра сыграл Эймон Фаррен. До премьеры критики отмечали, что у этого актёра хищные черты лица и что это может помочь ему справиться с главной задачей: сначала заставить зрителей относиться к нему с неприязнью, а затем вызвать симпатию. Однако выяснилось, что в течение всего первого сезона Кагыр остаётся отрицательным героем: он преследует Цириллу и командует армией Нильфгаарда в сражении с магами у Соддена. В связи с этим некоторые рецензенты констатировали, что неподготовленным зрителям трудно представить, какова истинная роль этого персонажа в сюжете. Встречаются и положительные отзывы о работе Фаррена.
Лорен Шмидт Хиссрик так охарактеризовала Кагыра: это человек «харизматичный, терзаемый проблемами, противоречивый, но помыслы его чисты. Несмотря на юный возраст, он будто рыцарь в сияющих доспехах из Средневековья, где именно такие мужчины завоёвывали сердца девушек». Во втором сезоне сериала Хиссрик была намерена, по её словам, уделить Кагыру больше внимания. «С нетерпением жду, — написала она, — когда я смогу углубиться в истории Кагыра и Фрингильи во втором сезоне… Кто они такие, почему для них так важен Нильфгаард и что их ждёт дальше. Это одна из моих любимых частей продолжения „Ведьмака“». После выхода сезона выяснилось, что Кагыр и правда играет более важную роль в сюжете, превращаясь в одного из центральных персонажей; при этом его линия ещё больше отдалилась от литературного первоисточника. По некоторым оценкам, она даже выдумана целиком.